# اوترسهایم
اوترسهایم (به آلمانی: Ottersheim) یک شهر در آلمان است که در دنرسبرگکرایس واقع شده‌است. اوترسهایم ۳۴۹ نفر جمعیت دارد.